# Szermierka na Letnich Igrzyskach Olimpijskich 1956
Konkurencje w szermierki na Letnich Igrzyskach Olimpijskich 1956 w Melbourne odbywały się w dniach 23 listopada - 5 grudnia 1956 roku. Zawody rozgrywano w ratuszu St Kilda (przedmieścia Melbourne). W zawodach udział wzięło 165 sportowców (142 mężczyzn i 23 kobiety) z 23 państw. W tabeli medalowej tryumfowali zawodnicy z Włoch.

## Klasyfikacja medalowa zawodów
| Lp. | Państwo         | złoto | srebro | brąz | Razem |
| --- | --------------- | ----- | ------ | ---- | ----- |
| 1   | Włochy          | 3     | 2      | 2    | 7     |
| 2   | Węgry           | 2     | 1      | 1    | 4     |
| 3   | Francja         | 1     | 1      | 2    | 4     |
| 4   | Wielka Brytania | 1     | 0      | 0    | 1     |
| 5   | Polska          | 0     | 2      | 0    | 2     |
| 6   | Rumunia         | 0     | 1      | 0    | 1     |
| 7   | ZSRR            | 0     | 0      | 2    | 2     |

## Medaliści

### Mężczyźni
| Złoto | Srebro | Brąz |
| Floret (szczegóły ind. i druż.)                                                                                             | | |
| Christian d’Oriola | Giancarlo Bergamini                                                                                               | Antonio Spallino                                                                                        |
| Włochy Edoardo Mangiarotti · Manlio Di Rosa · Giancarlo Bergamini · Antonio Spallino · Luigi Carpaneda · Vittorio Lucarelli | Francja Claude Netter · Bernard Baudoux · Jacques Lataste · Roger Closset · Christian d’Oriola · René Coicaud     | Węgry Endre Tilli · József Sákovics · József Gyuricza · Mihály Fülöp · Lajos Somodi Sr. · József Marosi |
| Szpada (szczegóły ind. i druż.)                                                                                             | | |
| Carlo Pavesi | Giuseppe Delfino                                                                                                  | Edoardo Mangiarotti                                                                                     |
| Włochy Edoardo Mangiarotti · Giuseppe Delfino · Carlo Pavesi · Franco Bertinetti · Giorgio Anglesio · Alberto Pellegrino    | Węgry József Sákovics · Béla Rerrich · Lajos Balthazár · Ambrus Nagy · József Marosi · Barnabás Berzsenyi         | Francja Armand Mouyal · Claude Nigon · Daniel Dagallier · Yves Dreyfus · René Queyroux                  |
| Szabla (szczegóły ind. i druż.)                                                                                             | | |
| Rudolf Kárpáti | Jerzy Pawłowski                                                                                                   | Lew Kuzniecow                                                                                           |
| Węgry Aladár Gerevich · Rudolf Kárpáti · Pál Kovács · Attila Keresztes · Jenő Hámori · Dániel Magay                         | Polska Jerzy Pawłowski · Wojciech Zabłocki · Marian Kuszewski · Ryszard Zub · Andrzej Piątkowski · Zygmunt Pawlas | ZSRR Lew Kuzniecow · Jakow Rylski · Jewhen Czerepowśkyj · Dawid Tyszler · Leonid Bogdanow               |

### Kobiety
| Złoto                   | Srebro     | Brąz          |
| Floret (szczegóły ind.) |            |               |
| Gillian Sheen           | Olga Orbán | Renée Garilhe |

## Uczestnicy
W zawodach udział wzięło 165 szermierzy z 23 krajów:

- Argentyna (1)
- Australia (21)
- Austria (1)
- Belgia (6)
- Dania (1)
- Finlandia (2)
- Francja (18)
- Indonezja (1)
- Japonia (1)
- Kanada (1)
- Kolumbia (6)
- Luksemburg (4)
- Meksyk (3)
- Niemcy (1)
- Polska (6)
- Rumunia (2)
- Stany Zjednoczone (18)
- Szwecja (5)
- Urugwaj (1)
- Węgry (18)
- Wielka Brytania (9)
- Włochy (19)
- ZSRR (20)